# Elacatis leonensis
Elacatis leonensis is een keversoort uit de familie platsnuitkevers (Salpingidae). De wetenschappelijke naam van de soort werd in 1935 gepubliceerd door Maurice Pic.